# Vagliatore
Il vagliatore è un dipinto (101 x 71 cm) realizzato nel 1848 dal pittore Jean-François Millet. È conservato nella National Gallery di Londra.
Il dipinto raffigura un contadino, ripreso mentre sta separando (appunto, vagliando) il grano dalla pula.